# Blomia thori
Blomia thori är en spindeldjursart. Blomia thori ingår i släktet Blomia och familjen Echimyopodidae. Utöver nominatformen finns också underarten B. t. novaezealandiae.